# 德盛
德盛，是臺灣新竹縣湖口鄉的一個傳統地域名稱，位於該區西部偏北。相較於今日行政區，其範圍大致與德盛村相近。

## 歷史
台灣清治末期至日治初期，德盛地區為一街庄，稱為「德盛庄」，隸屬於竹北二堡。該庄北與和興庄為鄰，東南與下北勢庄為鄰，西邊為崁頭庄。
1901年（日治明治三十四年）11月，全台廢縣廳改設二十廳，該庄隸屬於新竹廳。1909年（明治四十二年）10月，合併二十廳為十二廳，該庄隸屬不變。1920年（大正九年），廢十二廳改設五州二廳，該庄改制為「德盛」大字，隸屬於新竹州新竹郡湖口庄。
戰後湖口庄改制為湖口鄉，隸屬於新竹縣，大字亦改制為村。1950年桃、竹、苗分治，湖口鄉隸屬不變。

## 聚落
本地區發展較早的聚落為德盛、三條圳、三腳藔等，在日治期初期的官方地圖上已有記載。

## 交通
台鐵縱貫線是台灣西部縱向鐵路幹線，大致以東北—西南走向經過德盛地區東部，境內未設站，但湖口車站即在南側不遠處。該站屬三等站，停靠部份自強號、莒光號列車及全部區間快車、區間車，乘客藉此可前往台鐵沿線各站。
縣道117號（德興路）是新豐埔和至香山內湖的道路，大致以北北西—南南東走向經過本地區東部，向西北轉西可前往福興、後湖並止於省道台15線路口，向南南東可前往新湖口、老湖口、番子湖、六家、埔頂、新竹市區等地。
鄉道竹109線（中山路三段～二段）是舊跨縣鄉道桃竹109線（新屋社子至新湖口）改編後的新竹縣境內路段，大致以北北東－南南西走向轉東北－西南走向經過本地區最東端，向北北東可前往和興並止於縣市界桃園區道桃109線南側端點處，向西南可前往新湖口並止於縣道117號路口。

## 學校
- 新湖國中（小部分）